# مثل جنی
«مثل جنی» (انگلیسی: Like Jennie) ترانه‌ای از خواننده و رپر اهل کره جنوبی، جنی است. این ترانه توسط ناشر خودش، آد آتلیه و کلمبیا رکوردز در ۷ مارس ۲۰۲۵، به عنوان چهارمین تک‌آهنگ از نخستین آلبوم استودیویی او به نام روبی (۲۰۲۵) منتشر شد.

## جدول‌های موسیقی
| جدول (۲۰۲۵)                        | بالاترین جایگاه |
| ---------------------------------- | --------------- |
| استرالیا (ای‌آرآی‌ای)                | ۳۵              |
| ایرلند (آی‌آرام‌ای)                  | ۶۶              |
| لیتوانی (آگاتا)                    | ۷۰              |
| نیوزیلند (انجمن صنعت ضبط نیوزیلند) | ۳۱              |
| کره جنوبی (سرکل)                   | ۷۵              |
| تک‌آهنگ‌های بریتانیا (اوسی‌سی)        | ۳۶              |

## تاریخچه انتشار
| متطقه | تاریخ       | فرمت                  | ناشر            | منابع |
| ----- | ----------- | --------------------- | --------------- | ----- |
| مختلف | ۷ مارس ۲۰۲۵ | دانلود دیجیتال استریم | آد آتلیه کلمبیا | [ ۷ ] |